# La Palma de Cervelló
La Palma de Cervelló est une commune de la province de Barcelone, en Catalogne, en Espagne, de la comarque de Baix Llobregat.

## Géographie
Elle appartient à l'aire métropolitaine de Barcelone.

## Démographie
Les dernières estimations de l'Institut national de la statistique (2008) indiquent une population de 3 027 habitants répartie sur une superficie de 5,41 km2, soit une densité de population de 560 habitants au kilomètre carré.